# Imasugu Hoshii
«Imasugu Hoshii» (今すぐ欲しい?) es el sencillo n.º 27 de la cantante japonesa Kumi Kōda, lanzado originalmente el 1 de febrero del año 2006.

## Información
Este es también el sencillo n.º 9 de la colección de 12 sencillos lanzados dentro de 3 meses cada 7 días. La música de este tema es originalmente un cover de Sugar Soul, producido por DJ HASEBE. La canción original se encuentra en el álbum Those Days de la banda antes mencionada.

## Portada
La portada del sencillo representa el espíritu de Francia, con Kumi Koda vistiendo un traje de ballet.El color que lo representa es el gris

## Video musical
El video trata de Kumi en un cuarto oscuro tratando de seleccionar un hombre que le guste. Durante el mismo pasan hombres de todos tipos, guapos, fuertes, gordos, locos hasta una pareja homosexual. Durante el video se ve a Kumi cantando y bailando en un cuarto rojo con luces pegadas a la pared.

## Contenido
La canción Imasugu Hoshii (que significa algo así como Lo quiero ahora mismo) es uno de los traen más contenido sexual de Kumi Koda, y establece al sexo como el tema principal de la canción. Letras en extremo sexuales se encuentran marcadas más que nada dentro del rap que hay dentro de la canción, interpretado por la misma Kumi. He aquí un extracto de este:
Oh baby
Esta noche no necesito una cena a la luz de las velas
Ni una tierna charla y Bye bye
Te quiero, eso es todo, Understand?
Pero no lo malentiendas! Esta es mi postura
So baby Tómame, lámeme justo aquí abajo
Usa tu gran técnica y hazme gemir “Yes! Yes! Yes!”
Ve profundo y profundo
It’s S E X Come on
Entonces satisfáceme Round 1
Round 2 Round 3 and Round 4 Here we go
It’s K O D A K U M I so
Hazmelo Climax por favor
Una vez más, una vez más
Lléname esta noche, una y otra vez
Time out? No necesito eso nene
Házmelo toda la noche hasta que termine la noche

## Canciones
1. Imasugu Hoshii (今すぐ欲しい?)
2. Imasugu Hoshii (今すぐ欲しい?) (Instrumental)